# Beauxbatons
Beauxbatons Academie voor Toverkunst (Engels: Beauxbatons Academy of Magic) is een toverschool uit de Harry Potter-boekenserie van J.K. Rowling, gevestigd in het Paleis van de Beauxbatons in de buurt van Cannes in Zuid-Frankrijk. De school werd in het verhaal geïntroduceerd in het vierde boek. Beauxbatons' huidige Schoolhoofd is Madame Olympe Mallemour. Het schoollogo bestaat uit twee gouden, gekruiste toverstokken, elk met drie sterren die uit de punt schieten. De Engelse naam Beauxbatons is vermoedelijk een verengelste versie van een Frans origineel.

## De School
Beauxbatons is vergelijkbaar met Zweinsteins Hogeschool voor Hekserij en Hocus-Pocus. De Academie bestaat al meer dan zevenhonderd jaar, want dat is wanneer de school begon deel te nemen aan het Toverschool Toernooi. Tijdens het schooljaar van 1994-1995, verbleef een delegatie van laatstejaarsstudenten en hun Schoolhoofd in de buurt van Zweinstein in Schotland om deel te nemen aan een nieuw Toverschool Toernooi. De groep arriveerde in een pastelblauwe koets voortgetrokken door twaalf grote, gevleugelde paarden. Het portier was bedrukt met het gouden schoollogo en geopend om gouden trappen te onthullen. De paarden waren ook goud-gekleurd met rode ogen, en gevoerd op single malt whiskey. De sleutelbewaarder en terreinknecht Rubeus Hagrid zorgde voor de gevleugelde paarden. De Beauxbatons sliepen en vermoedelijk studeerden in de koets. Eten deden ze samen met de andere twee scholen in de Grote Zaal van Zweinstein. Beauxbatons nam deel aan het Toverschool Toernooi. De Kampioen van Beauxbatons was Fleur Delacour. Fleur was niet erg van Zweinstein onder de indruk, en besteedde een groot deel van haar tijd met opscheppen over Beauxbatons.

## Het Paleis
De Academie is een schitterend paleis, waarschijnlijk nieuwer en helderder dan het kasteel van Zweinstein. Het eten is (in elk geval volgens Beauxbatons-leerlinge Fleur Delacour) heerlijk smakelijk en veel lichter verteerbaar dan dat op Zweinstein. Tijdens de diners op Beauxbatons worden de leerlingen toegezongen door een koor van bosnimfen. Met Kerstmis is de eetzaal versierd met grote, niet-smeltende ijssculpturen. De gangen binnen het schoolgebouw worden geflankeerd door diamanten standbeelden in plaats van de op Zweinstein gebruikelijke harnassen. Beauxbatons is, net als Zweinstein, "Onleesbaar", dus onvindbaar voor Dreuzels en tovenaars. Zelfs wanneer je bij het paleis staat is het niet te vinden, tenzij je weet hoe je het kunt vinden.
Sommigen hebben gespeculeerd dat, aangezien bouillabaisse werd geserveerd op het openingsfeest van het Toverschool Toernooi, en dat deze vissoep meestal wordt geserveerd in het zuidoosten van Frankrijk, Beauxbatons ergens zou kunnen liggen aan de Middellandse Zee, waarschijnlijk dicht bij Marseille of Cannes. Ook vertelt Hagrid Harry, Ron en Hermelien dat hij deed alsof hij naar Beauxbatons ging om zo achtervolgers af te schudden (hij ging eigenlijk reuzen zoeken). Hij vertelde aan professor Omber dat hij in Zuid-Frankrijk geweest was.
Dit zou ook kunnen verklaren waarom de leerlingen van Beauxbatons het zo koud hadden tijdens hun verblijf op Zweinstein. De schooluniformen van Beauxbatons zijn ook duidelijk ingesteld op warmer weer dan in Schotland, waar Zweinstein ligt, gebruikelijk is. De uniformen zijn gemaakt van dunne stof. Het logo is met gouddraad op de uniformen geborduurd.
De leerlingen van Beauxbatons staan in de houding als hun schoolhoofd de kamer binnenkomt tot ze gaat zitten. Ze lijken zich ook veel drukker te maken om de reputatie van de school en hun studies dan de leerlingen van Zweinstein.
Volgens Fleur Delacour doen leerlingen van Beauxbatons hun eerste examens na zes jaar studie in plaats van vijf.

## Bekende studenten

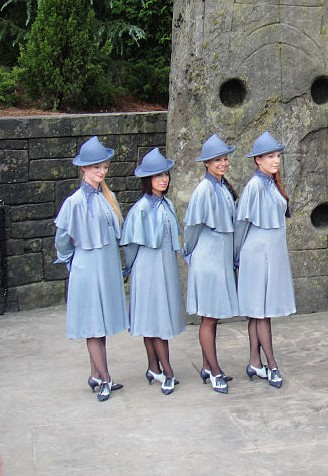
Schooluniform van Beauxbatons

- Fleur Delacour - Toverschool Toernooi-kampioen van de Beauxbatons gedurende het schooljaar van 1994-1995
- Gabrielle Delacour - Fleur Delacour's jongere zus
- Olympe Mallemour - Huidig Schoolhoofd van Beauxbatons

## Etymologie
"Beaux bâtons" is Frans voor "mooie stokken". Met "stokken" worden hier waarschijnlijk de toverstokken bedoeld. Het Franse woord voor "toverstaf" is echter "baguette magique", maar het woord "baguette" zou de meeste niet-Fransen hebben doen denken aan stokbrood, het is dus niet zo vreemd dat Rowling voor het woord "bâtons" koos.

## Verdere boeken
In het vijfde boek gaat het schoolhoofd van Beauxbatons, Olympe Mallemour, met Rubeus Hagrid op reis om te proberen de reuzen aan de kant van Albus Perkamentus te krijgen voordat ze de kant van Heer Voldemort kiezen. Fleur Delacour maakt in het zesde boek en het zevende en laatste boek nogmaals haar opwachting, in het laatstgenoemde boek als de vrouw van Bill Wemel.